# ماهی تنگ بلور
ماهی تنگ بلور سریال کره‌ای محصول سال ۲۰۱۰ است که شنبه تا چهارشنبه ساعت ۸ شب از شبکه فارسی۱پخش می‌شد.
خلاصه
لی تائو جوان از رشد در خانوادهٔ دوست نداشتنی خود ناامید شده بود. تنها کسی که او قلبش را به روی آن باز کرد، خواهر ناتنی اش‌ها جین مین است اما عشق او با دخالت نامادری او و بی رحم بودن سرنوشت تست می‌شود.

## بازیگران
- لی تائه گون (که در نقش شاه گوانگتو کبیر یا همان دامدوک عالی عمل کرد) در نقش دکتر لی تائه یانگ است. او یک مرد خوشتیپ و جراح با استعداد است. وقتی ۷ سال داشت مادرش را از دست داد و پدرش هم از زمانی که او به دنیا آمد، هیچ وقت جزئی از زندگی اش نبود؛ بنابراین کیانگ سان مسئولیت او را بر عهده گرفت و او را بزرگ کرد. وی هیچ‌گاه به راحتی با مردم صمیمی نمی‌شود اما نسبت به خواهرش جین مین بسیار مهربان است. (در واقع عاشق اوست که اتفاقاتی پیش می‌آید…)
- پارک سنگ وون در نقش مون جونگ هو است. وی رئیس صندوق پزشکی جنگینگ و همچنین مدیر کل بیمارستانی معتبر است. او در حین انجام وظایف خود به عنوان رئیس دانشگاه برنده شد. در عرصه حرفه‌ای او یک محاسبه‌کننده است که تصمیمات مدیریتی را بدون هیچ گونه احساسات هیجانی انجام می‌دهد اما او در زندگی شخصی خود یک آزادی‌خواه است. او بسیار جذاب است و بسیاری از خانم‌ها جذب او می‌کند. اما با این وجود همیشه از عشق بیزار است. اما با ورود جین مین، زندگی اش به‌طور کلی تغییر می‌کند.
- جو یون هی در نقش هان جین مین است. او همچون پدرش گرم و جذاب است. او در ۲۳ سالگی فقط تائه یانگ رو دوست داشت اما تائه قلب او را شکست و به‌طور کامل از زندگی او رفت. در همان زمان جین پدر خود را از دست داد. او به‌طور ناگهانی تمام رؤیاها، پدرش و مردی را که دوست داشت از دست داد. در میان این آشفتگی او ناگهان بسیار تغییر کرد…
- یو جین در نقش دختر مون هیان جینجونگ است. او همسر تائه یونگ می‌شود. او شوهر اولش را هنگامی که باردار بود از دست داد. سپس وی دخترش را به دنیا آورد. او عاشق تائه یونگ شد زمانی که تائه دخترش_سئو یئون_ را عمل می‌کرد. او این موضوع را با تائه در میان می‌گذارد و آن‌ها ناگهان با هم ازدواج می‌کنند. با این وجود او همیشه نگران این است که تائه ناگهان او را ترک کند…